# 湍流
湍流，在流体动力学中，是一种流体运动，其特征是压力和流速的无序变化。它与层流相对。 
湍流十分常见，例如海浪、湍急的河流、滚滚的暴风云或烟囱冒出的烟雾，自然界中发生或工程应用中产生的大多数流体流动都是湍流。   湍流是由流体流动部分中的过度动能引起的，它克服了流体黏度的阻尼效应。出于这个原因，湍流通常在低黏度流体中实现。一般而言，在湍流中，会出现大小不一的非定常涡流，它们相互影响，因此由于摩擦效应而产生的阻力增加。这增加了通过管道泵送流体所需的能量。
湍流的开始可以通过无量纲雷诺数预测，即流体流动中动能与黏性阻尼的比率。然而，湍流长期以来一直难以详细地物理分析，湍流内部的相互作用会产生非常复杂的现象。理查德·费曼将湍流描述为经典物理学中最重要的未解决问题。 
湍流在许多领域都有研究，如航空、空污、降水、气候变化。

## 湍流的例子

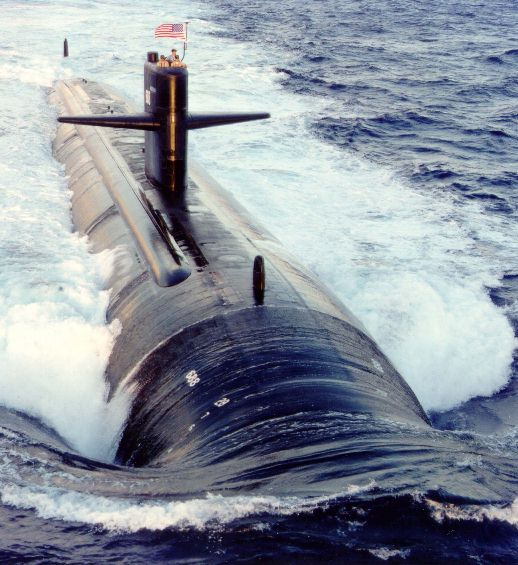
层流和湍流的水流过潜艇的船体。随着水的相对速度增加，会发生湍流。

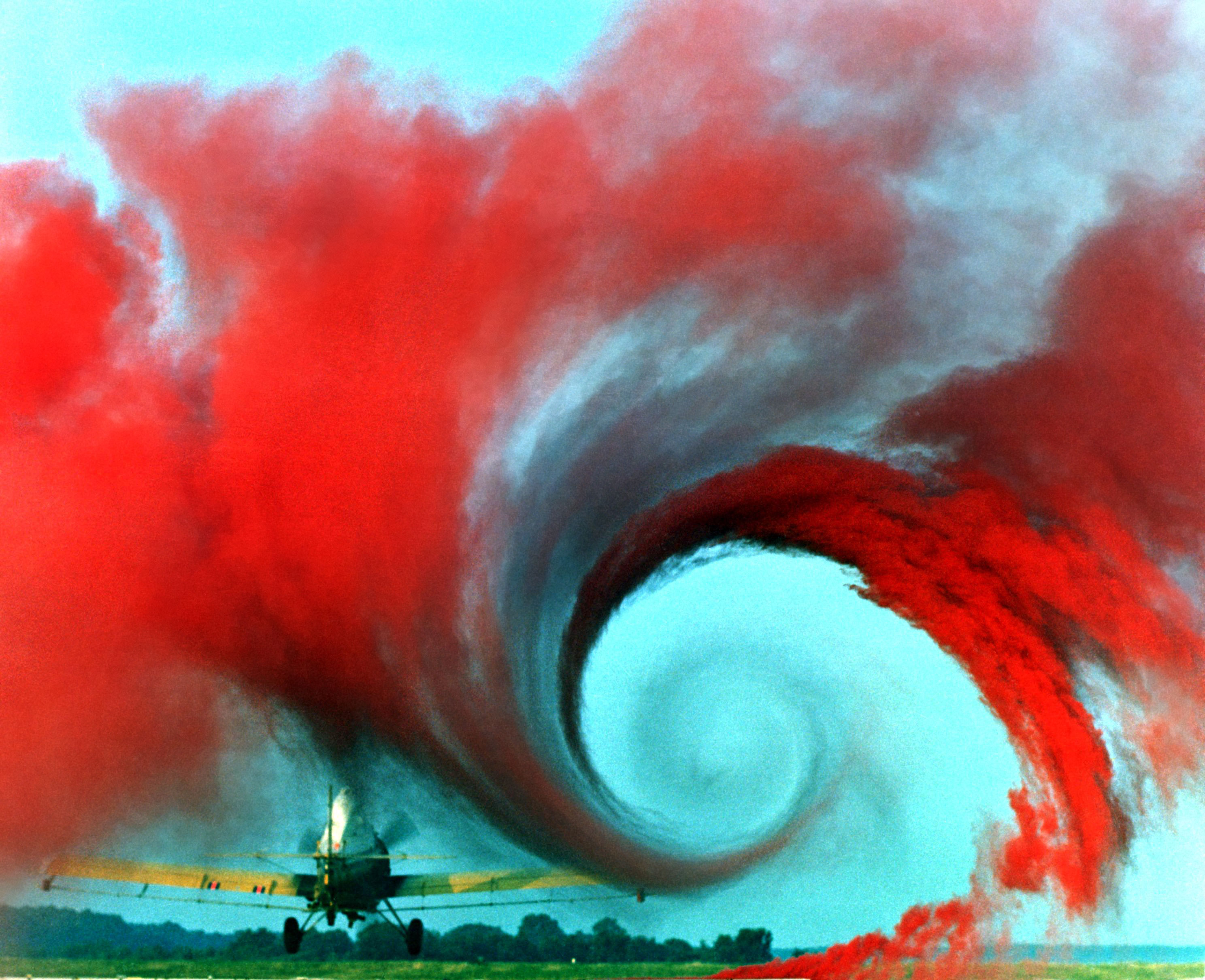
飞机机翼穿过彩色烟雾的尖端涡流中的湍流（機尾亂流）

- 从香烟升起的烟雾。在最初的几厘米处，烟雾呈层状。随着流速和特征长度尺度的增加，其雷诺数增加，烟羽逐渐变为湍流。
- 气流通过一个高尔夫球。（考虑高尔夫球是静止的，空气流过它) 如果高尔夫球是光滑的，在典型条件下，球体前部的边界层流将是层流。然而，边界层会提前分离，因为压力梯度从有利（在流动方向上的压力降低）变为不利（在流动方向上的压力增加），在球后面产生大面积的低压，从而产生高形状阻力.为防止这种情况发生，表面有凹坑以扰乱边界层并促进湍流。这会导致更高的表皮摩擦，但它会使边界层分离点进一步移动，从而降低阻力。
- 飞机飞行过程中遇到的晴空颠簸，以及较差的视宁度（透过大气层看到的图像模糊）。
- 大部分陆地上的大气环流。
- 海洋和大气混合层和强烈的洋流。
- 许多工业设备（如管道、管道、除尘器、气体洗涤器、动态刮板式换热器等）和机器（如内燃机和燃气轮机）中的气流。
- 汽车、飞机、轮船、潜艇等各种交通工具的外流。
- 恒星大气中物质的运动。
- 从喷嘴排出到静止流体中的射流。当流动出现在这种外部流体中时，会产生源自喷嘴唇缘的剪切层。这些层将快速移动的射流与外部流体分开，并且在某个临界雷诺数下，它们变得不稳定并分解为湍流。
- 游泳动物产生的生物湍流会影响海洋混合。 [8]
- 水中的桥墩。当河流流动缓慢时，水在桥墩周围顺畅流动。当流动更快时，更高的雷诺数与流动相关联。流动可能从层流开始，但很快变成湍流。
- 在许多地球物理流动（河流、大气边界层）中，流动湍流主要由相干结构和湍流事件支配。湍流事件是一系列湍流波动，其中包含比平均流动湍流更多的能量。 [9] [10]湍流事件与涡流和湍流爆发等连贯流动结构有关，它们在河流中的沉积物冲刷、吸积和输送以及河流和河口以及大气中的污染物混合和扩散方面发挥着关键作用。

- 在心脏病学医学领域，听诊器用于检测由血流湍流引起的心音和杂音。在正常人中，心音是心脏瓣膜关闭时湍流的产物。然而，在某些情况下，由于其他原因，可以听到湍流，其中一些是病态的。例如，在晚期动脉粥样硬化中，可以在一些因疾病过程变窄的血管中听到杂音（因此是湍流）。
- 多孔介质中的湍流。 [11]

## 特征

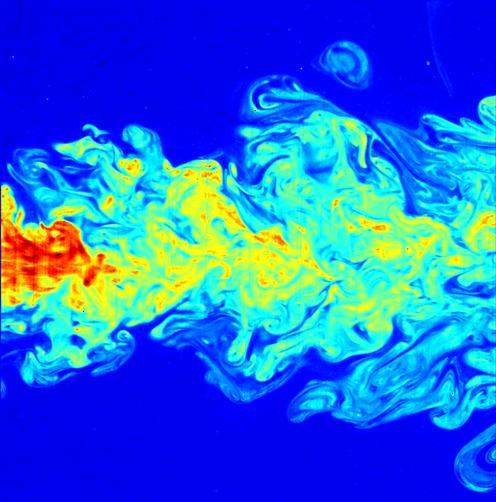
湍流射流的流动可视化，由激光诱导荧光制成。射流表现出广泛的长度尺度，这是湍流的一个重要特征。

湍流具有以下特征：
不规则
湍流总是高度不规则的。因此，湍流问题通常利用统计学处理。湍流是混沌的，然而，并不是所有的混沌流都是湍流。
扩散性
湍流中容易获得的能量供应倾向于加速流体混合物的均质化（混合）。负责在流动中增强混合和增加质量、动量和能量传输速率的特性称为“扩散性”。 
湍流扩散通常用湍流扩散系数来描述。这种湍流扩散系数是在现象学意义上定义的，类似于分子扩散率，但它没有真正的物理意义，取决于流动条件，而不是流体本身的特性。此外，湍流扩散率概念假定湍流通量和平均变量梯度之间的本构关系类似于分子传输中存在的通量和梯度之间的关系。在最好的情况下，这个假设只是一个近似值。然而，湍流扩散率是湍流定量分析的最简单方法，并且已经有许多模型应用。例如，在海洋等大型水体中，可以使用理查森的四三次幂定律找到该系数，并受随机漫步原理的约束。在河流和大洋流中，扩散系数由埃尔德公式的变体给出。
旋转性
湍流具有非零涡度，其特征在于称为涡旋拉伸的强三维涡流生成机制。在流体动力学中，由于角动量守恒，它们本质上是受到拉伸的涡旋，与拉伸方向上的涡量分量相应增加有关。另一方面，涡旋伸缩是湍流能量级联建立和维持可识别结构功能的核心机制。 通常，拉伸机制意味着由于流体元素的体积守恒，在垂直于拉伸方向的方向上涡流变薄。结果，涡流的径向长度尺度减小，较大的流动结构分解成较小的结构。该过程一直持续到小规模结构足够小，以至于它们的动能可以通过流体的分子黏度转化为热量。湍流总是旋转的和三维的。 例如，大气旋风是旋转的，但它们基本上是二维的形状不允许产生涡流，因此不会产生湍流。另一方面，海洋流是分散的，但基本上是非旋转的，因此不是湍流。 
耗散
为了维持湍流，需要持续的能量供应源，因为当动能通过黏性剪切应力转化为内能时，湍流会迅速消散。湍流导致形成许多不同长度尺度的涡流。湍流运动的大部分动能都包含在大尺度结构中。能量通过惯性和本质上无黏性的机制从这些大型结构“级联”到更小规模的结构。这个过程继续进行，创建越来越小的结构，产生涡流的层次结构。最终，这个过程产生了足够小的结构，使得分子扩散变得重要并且最终发生能量的黏性耗散。发生这种情况的尺度是柯尔莫哥洛夫长度尺度。
通过这种能量级联，湍流可以实现为一系列流速波动和涡流在平均流上的叠加。涡流被松散地定义为流速、涡量和压力的连贯模式。湍流可以被视为由在很宽的长度尺度范围内的整个涡流层次组成，并且层次可以通过测量每个长度尺度（波数）的流速波动中的能量的能谱来描述。能量级联中的尺度通常是不可控且高度不对称的。然而，根据这些长度尺度，这些涡流可以分为三类。
- 积分时间尺度

拉格朗日流的积分时间尺度可以定义为：
{\displaystyle T=\left({\frac {1}{\langle u'u'\rangle }}\right)\int _{0}^{\infty }\langle u'u'(\tau )\rangle \,d\tau }
其中u ′是速度波动，并且{\displaystyle \tau }是测量之间的时间延迟。 
- 积分长度尺度

大涡流从平均流中获取能量，也从彼此中获取能量。因此，这些是包含大部分能量的能量产生涡流。它们的流速波动大，频率低。积分尺度是高度各向异性的，并根据归一化的两点流速相关性来定义。这些标尺的最大长度受设备特征长度的限制。例如，管道流量的最大积分长度尺度等于管道直径。在大气湍流的情况下，这个长度可以达到几百公里的数量级。：积分长度尺度可以定义为
{\displaystyle L=\left({\frac {1}{\langle u'u'\rangle }}\right)\int _{0}^{\infty }\langle u'u'(r)\rangle \,dr}
其中r是两个测量位置之间的距离， u ′是同一方向上的速度波动。 
- 柯尔莫哥洛夫长度尺度

光谱中形成黏性子层范围的最小尺度。在这个范围内，非线性相互作用的能量输入和黏性耗散的能量消耗是完全平衡的。小尺度具有高频率，导致湍流局部各向同性和均匀。
- 泰勒微尺度

构成惯性子范围的最大和最小刻度之间的中间刻度。泰勒微尺度不是耗散尺度，而是将能量从最大传递到最小而没有耗散。一些文献不将泰勒微尺度视为特征长度尺度，并认为能量级联仅包含最大和最小尺度；而后者同时容纳惯性子范围和黏性子层。然而，泰勒微尺度通常用于更方便地描述术语“湍流”，因为这些泰勒微尺度在波数空间中的能量和动量传递中起主导作用。
尽管可以找到控制流体运动的Navier-Stokes 方程的一些特定解，但所有这些解对于大雷诺数下的有限扰动都是不稳定的。对初始条件和边界条件的敏感依赖使得流体流动在时间和空间上都是不规则的，因此需要进行统计描述。苏联数学家安德烈·柯尔莫哥罗夫（Andrey 柯尔莫哥洛夫）提出了第一个湍流统计理论，基于前面提到的能量级联概念（最初由理查森提出）和自相似性概念。柯尔莫哥洛夫微尺度以他的名字命名。现在知道自相似性被破坏了，因此目前修改了统计描述。 
湍流的完整描述是物理学中未解决的问题之一。根据一个虚构的故事，维尔纳·海森堡被问到如果有机会他会问上帝什么。他的回答是：“当我遇到上帝时，我会问他两个问题：为什么是相对论？为什么会出现湍流？我真的相信他第一个会有答案。” 赫拉斯·兰姆 ( Horace Lamb ) 在英国科学促进会的一次演讲中也有类似的俏皮话：“我现在是个老人了，当我死去上天堂时，有两件事我希望得到启蒙。一个是量子电动力学，另一个是流体的湍流运动。而关于前者，我比较乐观。”  

## 湍流的形成

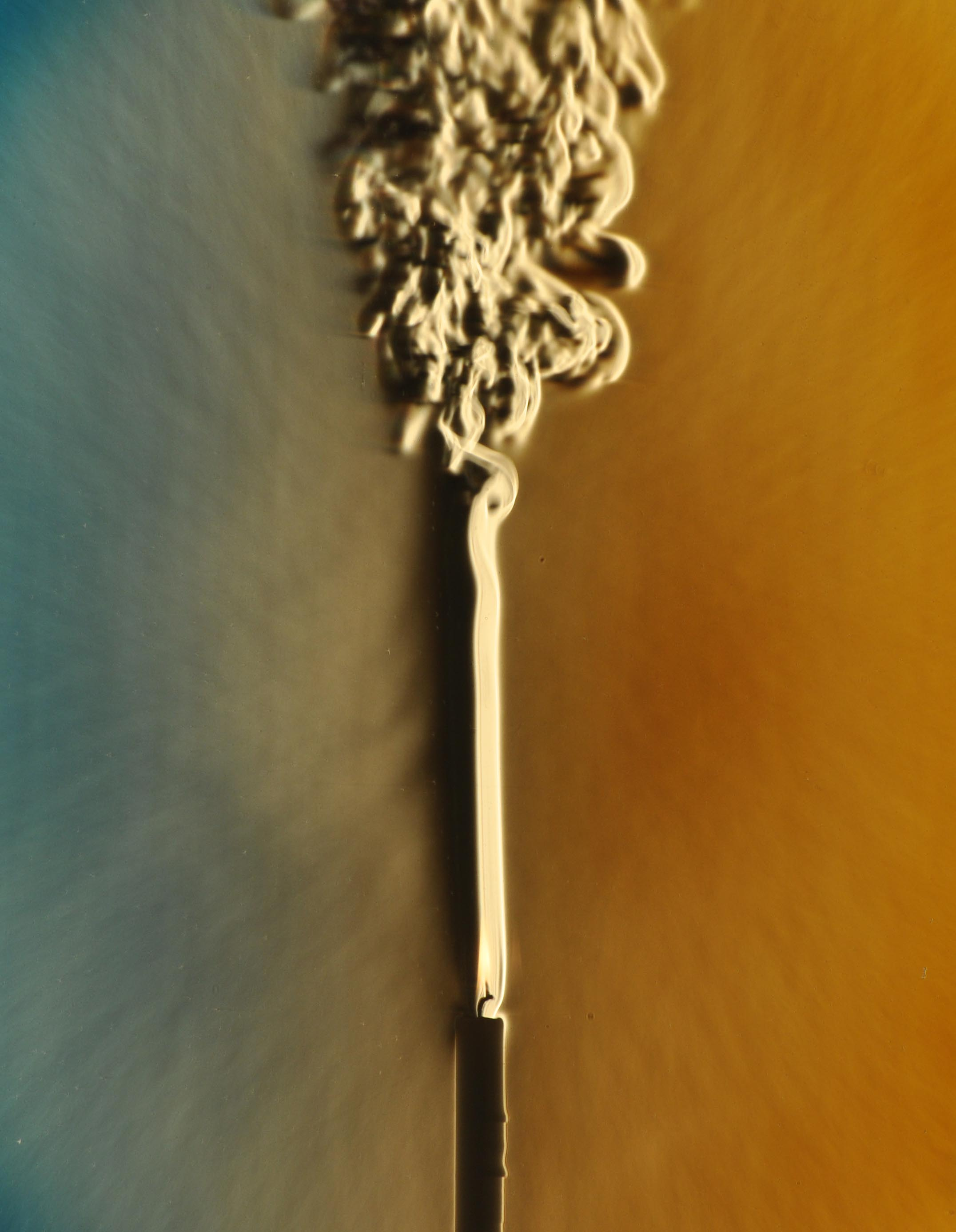
来自这种蜡烛火焰的羽流从层流变为湍流。雷诺数可用于预测这种转变将发生的位置

在某种程度上，湍流的开始可以通过雷诺数来预测，雷诺数是流体内惯性力与黏性力的比值，流体由于不同的流体速度而受到相对内部运动，在所谓的边界内在边界表面（例如管道内部）的情况下为层。通过引入更高速度的流体流（例如来自空气中的火焰的热气体）可以产生类似的效果。这种相对运动会产生流体摩擦，这是产生湍流的一个因素。抵消这种影响的是流体的黏度，随着黏度的增加，它会逐渐抑制湍流，因为更多的动能被更黏稠的流体吸收。雷诺数量化了这两种力在给定流动条件下的相对重要性，并且是在特定情况下何时会发生湍流的指南。 
这种预测湍流开始的能力是管道系统或飞机机翼等设备的重要设计工具，但雷诺数也用于流体动力学问题的缩放，并用于确定两种不同情况之间的动态相似性流体流动，例如模型飞机及其全尺寸版本之间。这种缩放并不总是线性的，雷诺数在这两种情况下的应用允许开发缩放因子。由于流体分子黏度的作用，动能被显着吸收的流动情况产生了层流状态。为此，雷诺数( Re ) 用作无量纲量。
关于层流和湍流状态：
- 层流发生在低雷诺数时，其中黏性力占主导地位，其特点是平稳、恒定的流体运动；
- 湍流发生在高雷诺数时，并由惯性力主导，惯性力往往会产生混沌涡流、涡旋和其他流动不稳定性。

雷诺数定义为
{\displaystyle \mathrm {Re} ={\frac {\rho vL}{\mu }}\,,}
其中：
- ρ 是流体密度 (kg/m3)
- v 是流体相对于物体的特征速度 (m/s)
- L 是线性的特征尺度  (m)
- μ 是流体的黏度(Pa·s or N·s/m2 or kg/(m·s)).

虽然没有定理直接将无量纲雷诺数与湍流联系起来，但雷诺数大于 5000 的流动通常（但不一定）是湍流，而低雷诺数的流动通常保持层流。例如，在泊肃叶流中，如果雷诺数大于约 2040 的临界值，则可以首先维持湍流； 此外，湍流通常穿插层流，直到更大的雷诺数约为 4000。
如果物体的尺寸逐渐增加，或者流体的黏度降低，或者流体的密度增加，就会发生层流向湍流的转变。

## 热量和动量传递
当流动是湍流时，颗粒表现出额外的横向运动，这提高了它们之间的能量和动量交换率，从而增加了热传递和摩擦系数。
假设二维湍流能够定位流体中的特定点并测量在任何给定时间通过该点的每个粒子的实际流速v = (vx,vy) 。然后会发现实际流速在平均值附近波动：
{\displaystyle v_{x}=\underbrace {{\overline {v}}_{x}} _{\text{mean value}}+\underbrace {v'_{x}} _{\text{fluctuation}}\quad {\text{and}}\quad v_{y}={\overline {v}}_{y}+v'_{y}\,;}
同样对于温度 ( T = T + T′) 和压力 ( P = P + P′)，其中引数表示与平均值叠加的波动。这种将流动变量分解为平均值和湍流波动的方法最初是由奥斯伯恩·雷诺于 1895 年提出的，被认为是湍流系统数学分析的开始，作为流体动力学的一个子领域。平均值被视为由动力学定律确定的可预测变量，而湍流波动被视为随机变量。
给定时间内在垂直于流动的方向上的热通量和动量传递（由剪切应力τ表示）为
{\displaystyle {\begin{aligned}q&=\underbrace {v'_{y}\rho c_{P}T'} _{\text{experimental value}}=-k_{\text{turb}}{\frac {\partial {\overline {T}}}{\partial y}}\,;\\\tau &=\underbrace {-\rho {\overline {v'_{y}v'_{x}}}} _{\text{experimental value}}=\mu _{\text{turb}}{\frac {\partial {\overline {v}}_{x}}{\partial y}}\,;\end{aligned}}}
其中cP是恒压下的热容量， ρ是流体的密度， μturb是湍流黏度系数， kturb是湍流热导率。 

## 柯尔莫哥洛夫 1941 年的理论
理查森的湍流概念是湍流由不同大小的“涡流”组成。尺寸定义了涡流的特征长度尺度，其特征还在于取决于长度尺度的流速尺度和时间尺度（周转时间）。大涡是不稳定的，最终会分解产生较小的涡流，并且最初的大涡流的动能被分成由此产生的较小涡流。这些较小的涡流经历相同的过程，产生更小的涡流，这些涡流继承了其前身涡流的能量，依此类推。通过这种方式，能量从运动的大尺度向下传递到较小的尺度，直到达到足够小的长度尺度，使得流体的黏度可以有效地将动能消散为内能。
在他 1941 年发表的原始理论中， 柯尔莫哥洛夫假设对于非常高的雷诺数，小尺度湍流运动在统计上是各向同性的（即无法辨别出优先的空间方向）。一般来说，流动的大尺度不是各向同性的，因为它们是由边界的特定几何特征决定的（表征大尺度的大小将表示为L）。 柯尔莫哥洛夫 的想法是，在理查森的能量级联中，这种几何和方向信息丢失了，而尺度减小了，因此小尺度的统计具有普遍性：当雷诺数足够时，它们对于所有湍流都是相同的高的。
因此，柯尔莫哥洛夫 引入了第二个假设：对于非常高的雷诺数，小尺度的统计数据普遍且唯一地由运动黏度ν和能量耗散率ε确定。只有这两个参数，可以通过量纲分析形成的唯一长度为
{\displaystyle \eta =\left({\frac {\nu ^{3}}{\varepsilon }}\right)^{1/4}\,.}
这如今被称为 柯尔莫哥洛夫 长度尺度（参见柯尔莫哥洛夫微尺度 ）。
湍流的特征在于能量级联发生的尺度层次。动能耗散发生在 柯尔莫哥洛夫 长度η量级的尺度上，而能量输入级联则来自L量级的大尺度衰减。级联极端的这两个尺度在高雷诺数下可能相差几个数量级。在这之间有一系列尺度（每个尺度都有自己的特征长度r ），这些尺度是以牺牲大尺度能量为代价的。这些尺度与 柯尔莫哥洛夫 长度相比非常大，但与流动的大尺度相比仍然非常小（即η ≪ r ≪ L ）。由于该范围内的涡流比存在于 柯尔莫哥洛夫 尺度上的耗散涡流大得多，因此动能在该范围内基本上不会消散，它只是转移到较小的尺度，直到黏性效应变得重要，因为接近 柯尔莫哥洛夫 尺度的阶.在这个范围内，惯性效应仍然比黏性效应大得多，并且可以假设黏性在它们的内部动力学中不起作用（因此这个范围被称为“惯性范围”）。
因此，柯尔莫哥洛夫 的第三个假设是，在非常高的雷诺数下， η ≪ r ≪ L范围内的尺度统计量普遍且唯一地由尺度r和能量耗散率ε确定。
动能在多个尺度上分布的方式是湍流的基本特征。对于均匀湍流（即，在参考系的平移下统计不变），这通常通过能谱函数E(k)来完成，其中k是与流动的傅里叶表示中的一些谐波相对应的波向量的模数速度场u(x) :
{\displaystyle \mathbf {u} (\mathbf {x} )=\iiint _{\mathbb {R} ^{3}}{\hat {\mathbf {u} }}(\mathbf {k} )e^{i\mathbf {k\cdot x} }\,\mathrm {d} ^{3}\mathbf {k} \,,}
其中û(k)是流速场的傅里叶变换。因此， E(k) dk表示所有傅里叶模式对动能的贡献，其中k < |k| < k + dk ，因此，
{\displaystyle {\tfrac {1}{2}}\left\langle u_{i}u_{i}\right\rangle =\int _{0}^{\infty }E(k)\,\mathrm {d} k\,,}
这是流体的平均湍流动能。波数k对应长度尺度r，k=2π/r。因此，通过量纲分析，基于柯尔莫哥洛夫第三假设，能量谱函数只可能具备以下形式：
{\displaystyle E(k)=K_{0}\varepsilon ^{\frac {2}{3}}k^{-{\frac {5}{3}}}\,,}
其中{\displaystyle K_{0}\approx 1.5}是一个普遍的常数。这是 柯尔莫哥洛夫 1941 理论最著名的结果之一，并且已经有大量的实验证据支持。 
在惯性区域外，可以有下面的公式 ：
{\displaystyle E(k)=K_{0}\varepsilon ^{\frac {2}{3}}k^{-{\frac {5}{3}}}\exp \left[-{\frac {3K_{0}}{2}}\left({\frac {\nu ^{3}k^{4}}{\varepsilon }}\right)^{\frac {1}{3}}\right]\,,}
尽管取得了这一成功，但柯尔莫哥洛夫理论目前仍在修订中。该理论隐含地假设湍流在不同尺度上是统计自相似的。这实质上意味着统计在惯性范围内是尺度不变的和非间歇的。研究湍流速度场的常用方法是通过流速增量：
{\displaystyle \delta \mathbf {u} (r)=\mathbf {u} (\mathbf {x} +\mathbf {r} )-\mathbf {u} (\mathbf {x} )\,;}
也就是说，由矢量r分隔的点之间的流速差（由于假定湍流是各向同性的，因此流速增量仅取决于r的模量）。流速增量很有用，因为它们在计算统计数据时强调了分离r级的尺度的影响。没有间歇性的统计尺度不变性意味着流速增量的缩放应该以唯一的缩放指数β发生，因此当r按因子λ缩放时，{\displaystyle \delta \mathbf {u} (\lambda r)}  应该与{\displaystyle \lambda ^{\beta }\delta \mathbf {u} (r)}有相同的统计分布。β与尺度r无关。从这一事实和 柯尔莫哥洛夫 1941 理论的其他结果可以得出，流速增量的统计矩（称为湍流中的结构函数）应按比例缩放为
{\displaystyle {\Big \langle }{\big (}\delta \mathbf {u} (r){\big )}^{n}{\Big \rangle }=C_{n}\langle (\varepsilon r)^{\frac {n}{3}}\rangle \,,}
其中括号表示统计平均值， Cn将是通用常数。
有大量证据表明湍流偏离了这种行为。缩放指数偏离n/3这个理论预测值，成为一个有关结构函数第n项的非线性函数。这种常数的通用性也受到了质疑，对于较低的项，与n/3预测值的差异很小，这也解释了柯尔莫哥洛夫理论在低阶统计情形下的成功。特别地，可以证明当能量谱遵循
{\displaystyle E(k)\propto k^{-p}\,,}
其中1 < p < 3，二阶结构函数也有幂律，形式为
{\displaystyle {\Big \langle }{\big (}\delta \mathbf {u} (r){\big )}^{2}{\Big \rangle }\propto r^{p-1}\,,}
由于从二阶结构函数获得的实验值仅略微偏离2/3柯尔莫哥洛夫 理论预测的值， p的值非常接近5/3 （差异约为 2%  ）。因此，“柯尔莫哥洛夫 -5/3光谱”一般在湍流中观察到。然而，对于高阶结构函数，与 柯尔莫哥洛夫 标度的差异是显着的，并且统计自相似性的分解是明显的。这种行为，以及Cn常数缺乏普遍性，与湍流中的阵发混沌现象有关，并且可能与在尺度r上平均耗散率的非平凡缩放行为有关。 这是该领域的一个重要研究领域，现代湍流理论的一个主要目标是了解惯性范围内的普遍性，以及如何从 Navier-Stokes 方程（即第一原理）推导出间歇性特性。